# Guyenne girondine
Pour un article plus général, voir Guyenne.

Carte de l'ancienne province de la Guyenne montrant la Guyenne girondine.

La Guyenne girondine, Petite-Guyenne ou Bordelais, est la partie de l'ancienne province de Guyenne située au nord-est de la Gironde et regroupant :
- le Bordelais au sens strict ;
- l'Entre-deux-Mers ;
- le Fronsadais (Fronsac) ;
- le Libournais ;
- le Castillonnais (Castillon-la-Bataille) ;
- le Médoc.

Bien que distincts de la Gascogne, province voisine, ces pays sont de tradition gasconne sauf le pays Foyen et une partie du Libournais qui parlent languedocien. La Guyenne girondine doit son nom au fait que Bordeaux, capitale historique de l'Aquitaine, devint capitale de la Guyenne, partie nord-est de l'ancienne grande Aquitaine.
Le vignoble de Bordeaux est le vignoble regroupant toutes les vignes du département de la Gironde, parmi lesquelles :
- Le Vignoble de l'Entre-deux-Mers, entre Garonne et Dordogne
- Le Vignoble du Libournais, délimité au sud par la Dordogne
- Le Vignoble du Médoc, entre Forêt des Landes et Estuaire de la Gironde